# کازاک (بلغارستان)
کازاک (به بلغاری: Kazak) یک منطقهٔ مسکونی در بلغارستان است که در ایوالوفگراد واقع شده‌است.